# Eccellenza Sardegna 1998-1999
Il campionato italiano di calcio di Eccellenza regionale 1998-1999 è stato l'ottavo organizzato in Italia. Rappresenta il sesto livello del calcio italiano.
Questo è il campionato regionale della regione Sardegna.

## Squadre partecipanti
| Squadra                     |                        |
| --------------------------- | ---------------------- |
| Pol. Alghero                | Alghero (SS)           |
| U.S. Arbus Demontis Petroli | Arbus (SU)             |
| S.S, Berchidda              | Berchidda (SS)         |
| Pol. Bittese                | Bitti (NU)             |
| F.B.C. Calangianus          | Calangianus (SS)       |
| S.S. Carloforte             | Carloforte (SU)        |
| Pol. Corrasi                | Oliena (NU)            |
| Pol. Decimoputzu-Iglesias   | Iglesias (SU)          |
| U.S. Ilvamaddalena          | La Maddalena (SS)      |
| Pol. Porto Rotondo          | Olbia (OT)             |
| A.C. Pula                   | Pula (CA)              |
| P.S.F. Sant'Elena Quartu    | Quartu Sant'Elena (CA) |
| Pol. Sinnai                 | Sinnai (CA)            |
| S.S. Tavolara               | Olbia (OT)             |
| Pol. Tharros                | Oristano (OR)          |
| S.S. Villacidrese           | Villacidro (SU)        |

## Classifica finale
|  | Pos. | Squadra                              | Pt | G  | V  | N  | P  | GF | GS  | DR  |
|  | ---- | ------------------------------------ | -- | -- | -- | -- | -- | -- | --- | --- |
|  | 1.   | S.S. Villacidrese, Villacidro        | 67 | 30 | 20 | 7  | 3  | 75 | 18  | +57 |
|  | 2.   | P.S.F. Sant'Elena, Quartu Sant'Elena | 65 | 30 | 19 | 8  | 3  | 54 | 25  | +29 |
|  | 3.   | U.S. Arbus Demontis Petroli, Arbus   | 59 | 30 | 17 | 8  | 5  | 61 | 34  | +27 |
|  | 4.   | Pol. Alghero, Alghero                | 54 | 30 | 15 | 9  | 6  | 50 | 32  | +18 |
|  | 5.   | F.B.C. Calangianus, Calangianus      | 48 | 30 | 12 | 12 | 6  | 44 | 30  | +14 |
|  | 6.   | S.S. Carloforte, Carloforte          | 48 | 30 | 13 | 9  | 8  | 43 | 36  | +7  |
|  | 7.   | A.C. Pula, Pula                      | 46 | 30 | 12 | 10 | 8  | 49 | 35  | +14 |
|  | 8.   | Pol. Decimoputzu-Iglesias, Iglesias  | 39 | 30 | 10 | 9  | 11 | 33 | 28  | +5  |
|  | 9.   | G.S. Tavolara, Olbia                 | 36 | 30 | 10 | 6  | 14 | 51 | 58  | -7  |
|  | 10.  | Pol. Corrasi, Oliena                 | 33 | 30 | 7  | 12 | 11 | 34 | 44  | -10 |
|  | 11.  | Pol. Porto Rotondo, Porto Rotondo    | 32 | 30 | 7  | 11 | 12 | 30 | 35  | -5  |
|  | 12.  | Pol. Sinnai, Sinnai                  | 32 | 30 | 8  | 8  | 14 | 34 | 44  | -10 |
|  | 13.  | Pol. Bittese, Bitti                  | 30 | 30 | 6  | 12 | 12 | 28 | 35  | -7  |
|  | 14.  | Pol. Tharros, Oristano               | 29 | 30 | 8  | 5  | 17 | 24 | 45  | -21 |
|  | 15.  | S.S. Berchidda, Berchidda            | 23 | 30 | 4  | 11 | 15 | 23 | 48  | -25 |
|  | 16.  | Pol. Ilvamaddalena, La Maddalena     | 8  | 30 | 1  | 5  | 24 | 19 | 105 | -86 |